# Resolución 1542 del Consejo de Seguridad de las Naciones Unidas
La Resolución 1542 del Consejo de Seguridad de las Naciones Unidas, adoptada por unanimidad el 30 de abril de 2004, tras recibir un informe del Secretario General Kofi Annan, el Consejo deploró todas las violaciones de los derechos humanos en Haití e instó al Gobierno de Haití a promover y proteger los derechos humanos con un Estado basado en el imperio del derecho y un poder judicial independiente. 
El Consejo también reiteró su llamamiento en favor de una asistencia internacional a largo plazo para Haití, y acogió con satisfacción las medidas y el apoyo de la Organización de los Estados Americanos (OEA), la Comunidad del Caribe (CARICOM) y las instituciones financieras.
Tomando nota de la situación en Haití, la resolución estableció la Misión de Estabilización de las Naciones Unidas en Haití (MINUSTAH) y pidió que la Resolución 1529 (2004) se extendiera por un período inicial de seis meses y se renovara por períodos posteriores. De acuerdo con el informe del Secretario General, el Consejo decidió que la MINUSTAH estaría compuesta por un componente civil y uno militar que cooperaría con la OEA, CARICOM y otras organizaciones.
La resolución establece el mandato de la MINUSTAH en áreas que incluyen proporcionar un entorno seguro y estable, promover los derechos humanos y apoyar el proceso político en Haití. 
La Fuerza está formada por tropas de hasta 17 países, entre ellos Argentina, Bolivia, Canadá, Jordania, Francia, Corea del Sur y Estados Unidos, y policías de 41 países, entre ellos Argentina, Bangladés, Brasil, Egipto, Rusia y España. 
La Resolución 1542 fue elogiada por mejorar los mandatos policiales anteriores debido a su claridad e integración de la labor policial en un marco amplio del estado de derecho. 